# Gustav Wissting
Gustav Wissting (* 4. Februar 2005) ist ein schwedischer Skirennläufer.

## Karriere
Wissting gab sein internationales Renndebüt am 27. November 2021 in Gällivare bei einem FIS-Riesenslalom. Sein erstes internationales Großereignis bestritt er im Januar 2023 beim Europäischen Olympischen Winter-Jugendfestival in der italienischen Region Friaul-Julisch Venetien. Bei den in Tarvis ausgetragenen Alpinen Skirennen gewann er im Slalom hinter dem Franzosen Emile Baur die Silbermedaille. Im Riesenslalom verpasste er als Vierter eine weitere Medaille. Bis zu diesem Zeitpunkt war Wissting nahezu ausschließlich bei FIS-Rennen in Schweden an den Start gegangen.
Am 15. Dezember 2024 feierte Wissting beim Slalom von Val di Fassa seinen ersten Sieg im Europacup. Knapp eine Woche später feierte er beim Slalom von Alta Badia sein Weltcupdebüt, wobei er sich jedoch nicht für den zweiten Durchgang qualifizieren konnte. Dies gelang ihm beim nächsten Rennen in Madonna di Campiglio, wobei er mit Rang 19 seine ersten Weltcuppunkte gewinnen konnte.
Aufgrund dieses Erfolges wurde Wissting für die Weltmeisterschaften in Saalbach nominiert. Dort belegte er im Slalom den 26. Platz. Bei den Juniorenweltmeisterschaften, welche knapp einen Monat später in Tarvis stattfanden, gewann Wissting hinter dem Norweger Theodor Brækken die Silbermedaille im Slalom. In der Team-Kombination belegte er gemeinsam mit Linus Söderlind den 6. Rang.

## Erfolge

### Weltmeisterschaften
- Saalbach 2025: 26. Slalom

### Weltcup
- Eine Platzierung unter den besten 20

### Juniorenweltmeisterschaften
- Haute Savoie 2024: 21. Slalom, 24. Team Kombination
- Tarvis 2025: 2. Slalom, 6. Team-Kombination

### Europacup
- 3 Platzierungen unter den besten 5, davon ein Sieg

| Datum             | Ort          | Land    | Disziplin |
| ----------------- | ------------ | ------- | --------- |
| 15. Dezember 2024 | Val di Fassa | Italien | Slalom    |

### Europäisches Olympisches Winter-Jugendfestival
- Tarvis 2023: 2. Slalom, 4. Riesenslalom, 27. Super-G

### Weitere Erfolge
- 2 Siege bei FIS-Rennen